# Господство Сидон
Вазална држава Сидон, формално Господство Сидон, била је једна од четири главне вазалне територије Јерусалимског краљевства, односно крсташка држава формирана након Првог крсташког рата. Господство Сидон је формирано 1110. године. Први владар био је Еустасије I Гранијер. Простирала се између Тира и Бејрута. Освојио ју је Саладин 1187. године, али су је немачки крсташи из крсташког рата 1197. године успели поново освојити. У 13. веку, Јулијан Гранијер ју је продао Темпларима, али је 1260. године уништена у најезди Монгола.

## Господари Сидона
- Еустазије Гранијер (1110—1123)
- Жерард од Сидона (1123—1171)
- Рене од Сидона (1171—1187)
- Саладиново освајање (1187—1197)
- Рене од Сидона (1197—1202)
- Балијан Гранијер (1202—1239)
- Јулијан Гранијер (1239—1260)